# جوزيف أمواكو
جوزيف أمواكو (بالإنجليزية: Joseph Amoako) هو لاعب كرة قدم غاني، ولد في 13 سبتمبر 2002.

## وصلات خارجية
- جوزيف أمواكو على موقع قاعدة بيانات كرة القدم.إي يو (الإنجليزية)
- جوزيف أمواكو على موقع Soccerway.com (الإنجليزية)
- جوزيف أمواكو على موقع عالم كرة القدم.نت (الإنجليزية)
- جوزيف أمواكو على موقع GSA (الإنجليزية)